# クリフ・ウィリアムズ
クリフ・ウィリアムズ(Clifford Williams、1949年12月14日 - )は、イギリス出身のベーシストである。
1977年、オーストラリアのハード・ロックのバンドAC/DCのメンバーの1人となり、2003年には他のメンバーと一緒にロックの殿堂入りを果たした。ロンドン東郊のロムフォード(Romford)で生まれたが、9歳の時に家族とともにリバプールへ転居、当地で育ち、エンジニアとして2年間働いた。最初に参加したバンドはホーム(Home)であった。バンドメイトであるブライアン・ジョンソンと同様に、現在は米国フロリダ州フォートマイヤーズに住んでいる。モデルで女優のエリン・ルーカス(Erin Lucas)は娘である。

## 経歴

### 初期
1970年、クリフ・ウィリアムズは最初のバンド、ホームを、シンガーのミック・スタッブス(Mick Stubbs)、ギターのローリー・ワイズフィールド(Laurie Wisefield、キーボードのクライヴ・ジョン(Clive John)、ドラムのミック・クック(Mick Cook)と一緒に始めた。プログレッシブ・ロックの影響を受けた彼らの音楽は、すぐにエピック・レコードとの契約を得て、翌1971年には、デビュー・アルバム『Pause For A Hoarse Horse』がリリースされた。ホームは1971年11月にウェンブリー・エンパイア・プールで行われたレッド・ツェッペリンの「エレクトリック・マジック・ショー」(サーカスとロック・バンドをフィーチャーした公演)で、ホームは前座を務めた。
1972年、キーボードがクライヴ・ジョンからジム・アンダーソンに代わり、セルフタイトル・アルバム『ホーム』がリリースされ、そこからカットされた、バンドにとって唯一のヒットとなったシングル盤「Dreamer」が11月に発売された。このアルバムは、イギリスのアルバム・チャートで41位まで浮上した。これに続いた1973年のアルバム『The Alchemist』は、大きな成功を収めることはできなかった。1974年3月、イギリスのフォーク系シンガーソングライター、アル・スチュアート(Al Stewart)は、ホームに、アメリカ・ツアーのバックをやらないかと提案した。ミック・スタッブスはバンドを離れ、バンドは「アル・スチュアート・バンド」となった。しかし、このバンドは長続きせず、ウィリアムズは程なくして脱退し、1974年のうちにバンディットを結成した。

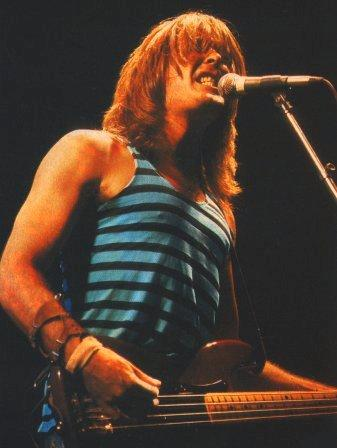
Williams performing with AC/DC in 1981

バンディットはアリスタ・レコードとすぐに契約を結び、1977年にセルフタイトル・アルバム『バンディット』をリリースした。この時のメンバーはウィリアムズと、(後にソロ歌手として成功した)ヴォーカルのジム・ダイアモンド(Jim Diamond)、(後にバック・フィズ(Bucks Fizz)、ロジャー・ウォーターズ・バンドに参加した)ドラムのグラハム・ブロード(Graham Broad)であった。

### AC/DC
AC/DCの初代ベーシストだったマーク・エヴァンス(Mark Evans) は、1977年のスタジオ・アルバム『ロック魂』のレコーディング直後に解雇され、ウィリアムズは新しいベーシストとして採用された。ウィリアムズは、アルバム『ロック魂』を受けたレット・ゼア・ビー・ロック・ツアーからAC/DCのメンバーとして登場し、スタジオ・アルバムでは1978年の『パワーエイジ』でデビューを果たした。ウィリアムズは、リズム・ギターをフォローする安定したルート弾きを主体とするベース・ラインを確実に刻みながら、リズム・ギターのマルコム・ヤングとともにバッキング・ヴォーカルも務めていた。
2016年7月、相次ぐメンバー交代から活動意欲を無くし、また自身の健康状態も思わしくなく、ツアー終了次第バンドを離れて音楽界からも引退することを表明した。
しかし、2018年、ブライアン・ジョンソン、フィル・ラッドがAC/DCに復帰する事を受け引退を撤回、ジョンソン、ラッドと共にバンド復帰を果たした。

## 機材
1995年の『ボールブレイカー』以降、ウィリアムズはミュージックマン・スティングレイに、ダダリオのフラットワウンド弦を張ってメイン･ベースとして使っている。(厳密に言えば1979年頃から同個体を使い始めている)
AC/DCに参加した頃は、フェンダー・プレシジョンベースを主に使っていたが、ライヴでは、フェンダー・ジャズベースを用いることもあった。
1980年の『バック・イン・ブラック』については、ノンリバース・ギブソン・サンダーバードが使用されたと考えられている。
1981年の『悪魔の招待状』で、ウィリアムズはフェンダー・プレシジョンベースを使った。
1983年の『征服者』とそれを受けたツアーでは、スタインバーガーが使われた。
ウィリアムズは、1980年代を通して、主にプレシジョンベースを使ったが、例外的に、1985年の『フライ・オン・ザ・ウォール』ではギブソン・SGベース(ギブソン・EB-3の再発版)を使っていた。
これ以外に、ピックアップ、コントロールノブを増設したプレシジョンベースのボディーにミュージック・マン･スティングレイのネックを移植した個体を1980年代前半のステージで使用した事がある。
1990年の『レイザーズ・エッジ』では、フェンダー・ジャズベースが使われた。
ウィリアムズは、アンペグのアンプを長年使用している。